# Voltio
El voltio (en inglés, volt), cuyo símbolo es V, es la unidad derivada del Sistema Internacional para el potencial eléctrico, la fuerza electromotriz y la tensión eléctrica. Recibe su nombre en honor a Alessandro Volta, quien en 1800 inventó la pila voltaica, la primera batería química.

## Conceptos

### Definición clásica
El voltio se define como la diferencia de potencial a lo largo de un conductor cuando una corriente de un amperio consume un vatio de potencia.
Así mismo, el voltio se define de forma equivalente como la diferencia de potencial existente entre dos puntos tales que hay que realizar un trabajo de 1 J para trasladar del uno al otro la carga de 1 C.
Puede ser expresado en las unidades básicas del SI (m, kg, s, y A) como:
{\displaystyle {\text{V}}={\frac {\text{W}}{\text{A}}}={\frac {\text{J}}{{\text{A}}\cdot {\text{s}}}}={\frac {\text{J}}{\text{C}}}={\frac {{\text{N}}\cdot {\text{m}}}{{\text{A}}\cdot {\text{s}}}}={\frac {{\text{kg}}\cdot {\text{m}}^{2}}{{\text{A}}\cdot {\text{s}}^{3}}}}
El instrumento de medición para medir la tensión eléctrica es el voltímetro.

### Definición estándar
El voltio "convencional", V90, definido en 1987 por la 18.ª Conferencia General de Pesos y Medidas y en uso desde 1990, se implementa usando el efecto Josephson para la conversión exacta de frecuencia a voltaje, combinado con el estándar de frecuencia de cesio.
El voltio estándar se define utilizando un oscilador de unión Josephson, cuya frecuencia de oscilación (extraordinariamente estable) viene dada por:
{\displaystyle f_{\text{Josephson}}={\frac {2e\Delta V}{h}}}
La relación entre la frecuencia y la tensión a través de la unión, depende únicamente de las constantes fundamentales e (carga del electrón) y h (constante de Planck). Para un microvoltio aplicado a la unión, la frecuencia es:
{\displaystyle f_{\text{Josephson}}=483,5979{\text{ MHz}}}
El voltio estándar se define como el voltaje necesario para producir una frecuencia de 483,5979 MHz en un oscilador de unión Josephson.

## Historia

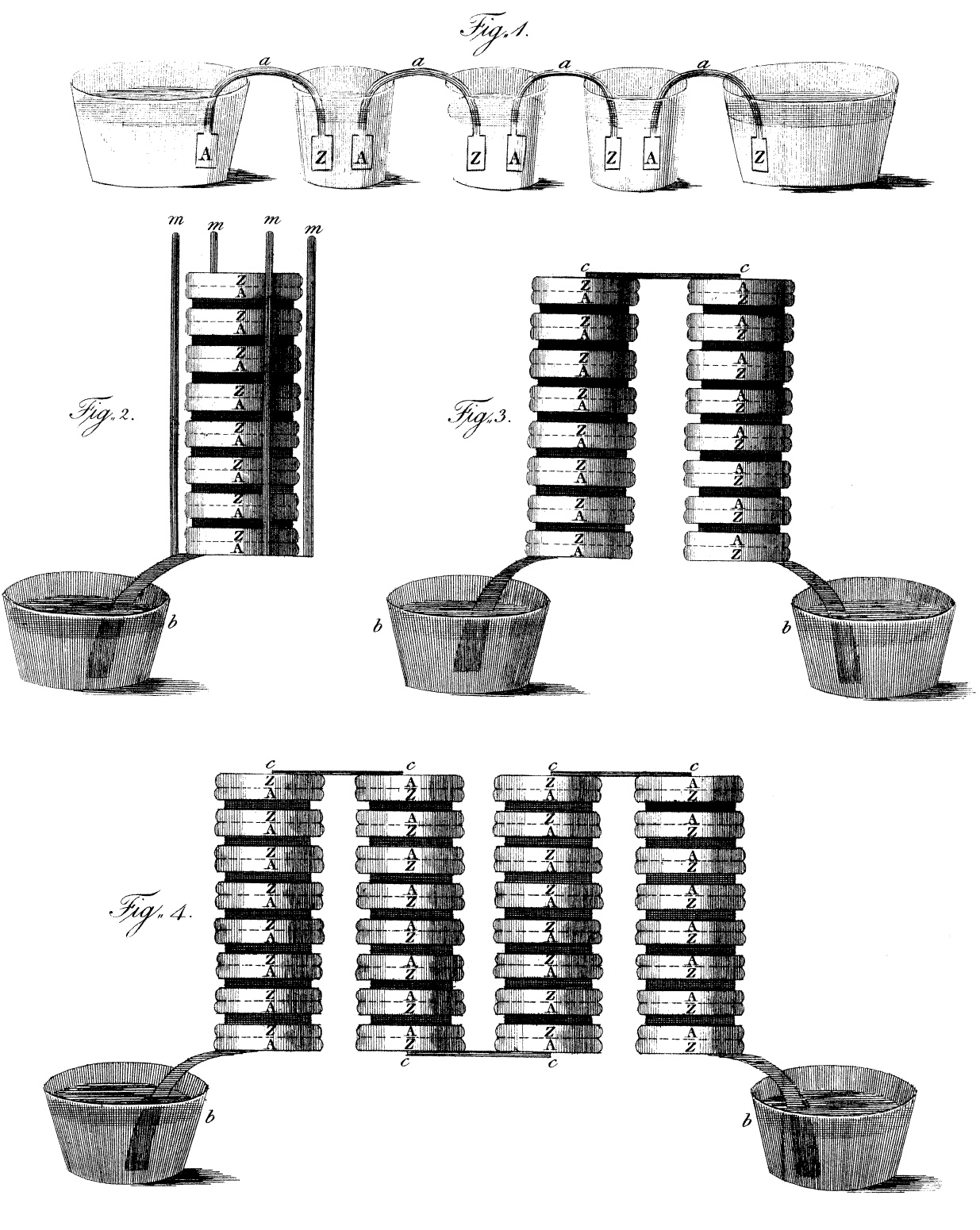
Pilas ideadas por Alessandro Volta

En 1800, como resultado de un desacuerdo profesional sobre la respuesta galvánica propugnada por Luigi Galvani, Alessandro Volta desarrolló su propia pila voltaica, que a la postre se convertiría en precursora de la batería, que producía una corriente eléctrica constante. Volta había determinado la más eficaz manera de utilizar metales para producir electricidad, estos metales eran el zinc y la plata. En 1861, Latimer Clark y Sir Charles Bright acuñaron el nombre «voltio» para la unidad de resistencia.  Para 1873, la Asociación Británica para el Avance de la Ciencia hebía definido al voltio, el ohm, y el faradio.  En 1881, el Congreso Eléctrico Internacional, en la actualidad la Comisión Electrotécnica Internacional (IEC), aprobó el voltio como la unidad de fuerza electromotriz.   Hicieron el voltio igual a 108 unidades de voltaje en el sistema cgs, siendo el sistema cgs en ese momento el sistema habitual de unidades en la ciencia.  Eligieron esa relación porque la unidad cgs de voltaje es incómodamente pequeña y un voltio en esta definición es aproximadamente la emf de una célula Daniell, la fuente estándar de voltaje en los sistemas telegráficos de la época. En aquella época, el voltio se definía como la diferencia de potencial [es decir, lo que hoy en día se denomina «tensión (diferencia)»] a través de un conductor cuando una corriente de un amperio disipa un vatio de potencia.
En la década de 1880, el Congreso Internacional de electricidad, ahora conocida como Comisión Electrotécnica Internacional (IEC), aprobó el voltio como unidad para medir la fuerza electromotriz. En ese momento, el voltio estaba definido como la diferencia de potencial a través de un conductor eléctrico cuando una corriente de un amperio disipa un vatio de potencia. Antes de la evolución del sistema de medición de la tensión estándar de Josephson, en los laboratorios el voltio de referencia se medía mediante baterías especiales debidamente calibradas y construidas al efecto.

## Analogía hidráulica
La analogía hidráulica se utiliza en muchas ocasiones para explicar el funcionamiento de los circuitos eléctricos: la corriente eléctrica se suele comparar con el agua en las tuberías. La tensión se asemeja a la presión del agua, ya que en los fluidos esta presión es la que determina su velocidad; el fluido circulante se asemeja a la intensidad de los electrones en el circuito eléctrico. La corriente (en amperios), en la misma analogía, es una medida del caudal de agua que fluye a través de un determinado punto, y la potencia total se mide en vatios. 
Se tiene una ecuación para unir los tres criterios: {\displaystyle (1{\text{ voltio}})(1{\text{ amperio}})=1{\text{ vatio}}}.

## Múltiplos del Sistema Internacional
A continuación figura una tabla de los múltiplos y submúltiplos del voltio en el Sistema Internacional de Unidades:
| Submúltiplos                                   | Submúltiplos | Submúltiplos |        | Múltiplos | Múltiplos    | Múltiplos |
| Valor                                          | Símbolo      | Nombre       | Valor  | Símbolo   | Nombre       |           |
| 10−1 V                                         | dV           | decivoltio   | 101 V  | daV       | decavoltio   |           |
| 10−2 V                                         | cV           | centivoltio  | 102 V  | hV        | hectovoltio  |           |
| 10−3 V                                         | mV           | milivoltio   | 103 V  | kV        | kilovoltio   |           |
| 10−6 V                                         | µV           | microvoltio  | 106 V  | MV        | megavoltio   |           |
| 10−9 V                                         | nV           | nanovoltio   | 109 V  | GV        | gigavoltio   |           |
| 10−12 V                                        | pV           | picovoltio   | 1012 V | TV        | teravoltio   |           |
| 10−15 V                                        | fV           | femtovoltio  | 1015 V | PV        | petavoltio   |           |
| 10−18 V                                        | aV           | attovoltio   | 1018 V | EV        | exavoltio    |           |
| 10−21 V                                        | zV           | zeptovoltio  | 1021 V | ZV        | zettavoltio  |           |
| 10−24 V                                        | yV           | yoctovoltio  | 1024 V | YV        | yottavoltio  |           |
| 10−27 V                                        | rV           | rontovoltio  | 1027 V | RV        | ronnavoltio  |           |
| 10−30 V                                        | qV           | quectovoltio | 1030 V | QV        | quettavoltio |           |
| Prefijos comunes de unidades están en negrita. |              |              |        |           |              |           |

Esta unidad del Sistema Internacional es nombrada así en honor a Alessandro Volta. En las unidades del SI cuyo nombre proviene del nombre propio de una persona, la primera letra del símbolo se escribe con mayúscula (V), en tanto que su nombre siempre empieza con una letra minúscula (voltio), salvo en el caso de que inicie una frase o un título.
Basado en The International System of Units, sección 5.2.

## Valores comunes
| Aparato                                                 | Valor |
| ------------------------------------------------------- | --- |
| Potencial de acción de una neurona                      | cerca de 75 mV |
| Batería de célula simple                                | 1,2 V |
| Batería de mercurio                                     | 1,355 V |
| Batería alcalina no recargable                          | 1,5 V |
| Batería recargable de litio                             | 3,75 V |
| Transistor de tecnología TTL                            | 5 V |
| Batería PP3                                             | 9 V |
| Sistema eléctrico de un automóvil                       | 12 V (en algunos casos: 16 V y 24 V) |

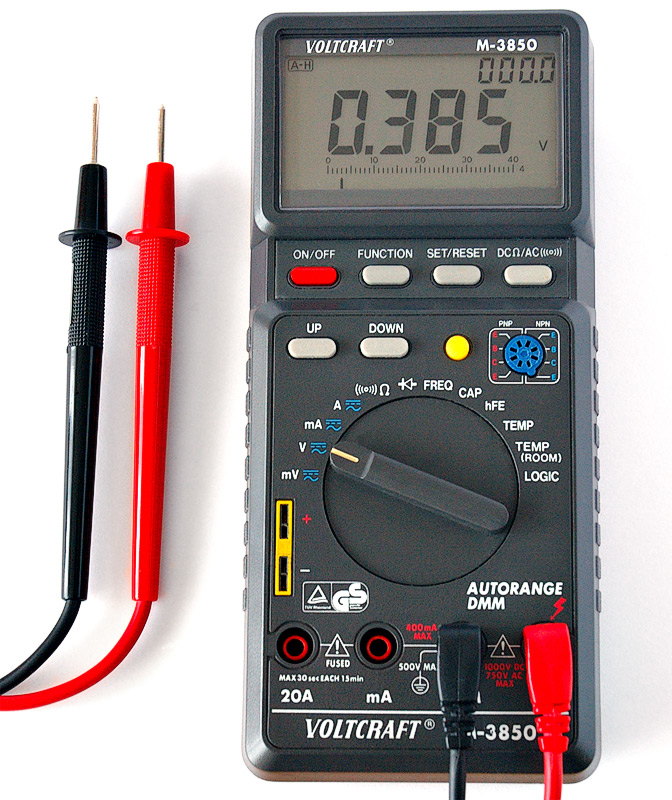
Multímetro donde pueden medirse varias magnitudes eléctricas, incluida la tensión

| Electricidad central de una vivienda                    | 240 V en Oceanía; 230 V en Europa, Asia (salvo Japón) y África; 220 V en Sudamérica (menos en Colombia, Ecuador, Brasil y Venezuela); 120 V en Norteamérica; 110 V en Ecuador, Colombia, Brasil, Guatemala, El Salvador, Venezuela, República Dominicana y México; 100 V en Japón. |
| Rieles del tren                                         | 600 a 700 V |
| Líneas de corriente de trenes de alta tensión.          | aprox. 25 kV |
| Red de transporte de energía eléctrica de alta tensión. | 110 kV o más |
| Rayo                                                    | 100 MV |